# Kessy Sawang
Pour les articles homonymes, voir Sawang.
Kessy William Sawang est une femme politique papou-néo-guinéenne.

## Biographie
Elle travaille dix-sept ans dans l'administration publique, à l'administration des douanes et du trésor public. En 2016, peu après avoir quitté ce poste, elle révèle au public l'existence de 10,5 milliards de kina (près de 3 milliards d'euros) de dépenses illégales d'argent public par le gouvernement de Peter O'Neill, c'est-à-dire d'argent non-attribué au gouvernement dans le budget approuvé par le Parlement. Expliquant avoir demandé sans succès des explications au gouvernement, elle crée alors un blog, d'abord consacré à ce sujet puis à la promotion de la participation des femmes dans la vie publique du pays,,.
Candidate malheureuse aux élections législatives de 2017, elle est employée comme conseillère au ministère des relations entre le gouvernement national et les autorités provinciales et locales. Aux élections législatives de 2022, elle remporte la circonscription de la Côte de Rai avec l'étiquette du Parti pour le peuple d'abord, et entre au Parlement. Elle est l'une des deux seules femmes députées pour la législature qui s'ouvre en 2022, avec Rufina Peter, et seulement la neuvième femme de l'histoire à siéger au Parlement,.
Le 3 juillet 2023, le Premier ministre James Marape la nomme ministre du Travail et de l'Emploi. Il la charge de préparer l'insertion de Papou-Néo-Guinéens dans les quelque 10 000 emplois exercés par des étrangers dans le pays.